# Нжитап, Жереми
Жереми́ Нжита́п (фр. Geremi Sorele Njitap Fotso; 20 декабря 1978, Бафусам) — камерунский футболист. Выступал как на позиции полузащитника, так и на позиции защитника. Является одним из самых титулованных футболистов Африки.

## Карьера

### Клубная
Профессиональную карьеру начинал в 1995 году в команде высшей лиги камерунского чемпионата «Расинг» из Бафуссоама. В 1996 заключил контракт с командой высшей лиги чемпионата Парагвая «Серро Портеньо». В 1997 переехал в Турцию, заключив контракт с «Генчлербирлиги». Провёл в команде 2 сезона.
С 1999 по 2003 год играл за «Реал Мадрид». Регулярно выходил в основном составе. Сезон 2002/03 на правах аренды провёл в английском «Мидлсбро», отыграв там 33 игры и забив 7 голов.
В июле 2003 за 6,9 миллионов фунтов стерлингов был куплен клубом «Челси». Провёл в команде 4 сезона. При тренере Клаудио Раньери был игроком основного состава. С приходом Жозе Моуринью пришлось бороться за место в составе с Паулу Феррейра.
В июле 2007 года на правах свободного агента заключил трёхлетний контракт с клубом «Ньюкасл Юнайтед». В начале 2010 года перешёл в турецкий клуб «Анкарагюджю». 24 августа 2010 года подписал контракт с греческим клубом «Лариса» сроком на 2 года. 11 января 2011 года расторг контракт с «Ларисой» по обоюдному согласию.

### В сборной
За сборную Камеруна играл с 1996 по 2010 годы. Участник чемпионата мира 2002 года. Выступал за сборную на Кубке конфедераций 2001 и 2003 годов.
Играл в семи финальных стадиях Кубка африканских наций — 1998, 2000, 2002, 2004, 2006, 2008 и 2010 годов, причём в 2000 и 2002 годах выигрывал Кубок африканских наций в составе камерунской сборной.

## Достижения
Реал Мадрид
- Чемпион Испании: 2000/01
- Победитель Лиги чемпионов: 1999/00, 2001/02

Челси
- Чемпион Англии: 2004/05, 2005/06
- Обладатель Кубка Англии: 2006/07
- Обладатель Кубка Футбольной лиги: 2004/05, 2006/07
- Обладатель Суперкубка Англии: 2005

Сборная Камеруна
- Олимпийский чемпион 2000 года
- Обладатель Кубка африканских наций: 2000, 2002
- Серебряный призёр Кубка африканских наций: 2008
- Серебряный призёр Кубка конфедераций: 2003